# Стара Кробя
Стара Кробя (пол. Stara Krobia) — село в Польщі, у гміні Кробя Гостинського повіту Великопольського воєводства.
Населення — 506 осіб (2011).
У 1975-1998 роках село належало до Лешненського воєводства.

## Демографія
Демографічна структура станом на 31 березня 2011 року:
|          | Загалом | Допрацездатний вік | Працездатний вік | Постпрацездатний вік |
| -------- | ------- | ------------------ | ---------------- | -------------------- |
| Чоловіки | 252     | 75                 | 154              | 23                   |
| Жінки    | 254     | 53                 | 159              | 42                   |
| Разом    | 506     | 128                | 313              | 65                   |